# بانو نقشه‌هایی دارند
«بانو نقشه‌هایی دارند» (انگلیسی: The Lady Has Plans) فیلمی آمریکایی به کارگردانی سیدنی لنفیلد است که در سال ۱۹۴۲ منتشر شد.

## بازیگران
- ری میلند
- پائولت گدارد
- رولاند یانگ
- آلبرت دکر
- سسیل کلاوای
- آدیسون ریچاردز
- جرالد مهر
- ادوارد نوریس
- ژان دل وال
- مارگارت هیز
- یولا دآوریل